# Europese kampioenschappen atletiek 2018 – marathon
Het Europees kampioenschap marathon van 2018 werd georganiseerd in Berlijn, als onderdeel van de Europese kampioenschappen atletiek in dat jaar. 
Bij de mannen won de Belg Koen Naert met een kampioenschapsrecord, hij werd zo de eerste Belg sinds Karel Lismont in 1971 die Europees kampioen werd op de marathon. In de vrouwen wedstrijd won de Wit-Russische Volha Mazuronak.

## Uitslagen[1]

### Mannen
| Plaats | Naam                    | Land        | Tijd    |
| ------ | ----------------------- | ----------- | ------- |
| 1      | Koen Naert              | België      | 2:09.51 |
| 1      | Tadesse Abraham         | Zwitserland | 2:11.24 |
| 1      | Yassine Rachik          | Italië      | 2:12.09 |
| 4      | Javier Guerra           | Spanje      | 2:12.22 |
| 5      | Eyob Ghebrehiwet Faniel | Italië      | 2:12.43 |
| 6      | Jesús España            | Spanje      | 2:12.58 |
| 7      | Maru Teferi             | Israël      | 2:13.00 |
| 8      | Lemawork Ketema         | Oostenrijk  | 2:13.22 |
| 9      | Tiidrik Nurme           | Estland     | 2:15.16 |
| 10     | Peter Herzog            | Oostenrijk  | 2:15.29 |
|        |                         |             |         |
| -      | Abdi Nageeye            | Nederland   | DNF     |

### Vrouwen
| Plaats | Baam                  | Land        | Tijd    |
| ------ | --------------------- | ----------- | ------- |
| 1      | Volha Mazuronak       | Wit-Rusland | 2:26.22 |
| 1      | Clémence Calvin       | Frankrijk   | 2:26.28 |
| 1      | Eva Vrabcová-Nývltová | Tsjechië    | 2:26.31 |
| 4      | Maryna Damanzewitsch  | Wit-Rusland | 2:27.44 |
| 5      | Nastassia Ivanova     | Wit-Rusland | 2:27.49 |
| 6      | Sara Dossena          | Italië      | 2:27.53 |
| 7      | Martina Strähl        | Zwitserland | 2:28.07 |
| 8      | Catherine Bertone     | Italië      | 2:30.06 |
| 9      | Trihas Gebre          | Spanje      | 2:32.13 |
| 10     | Izabela Trzaskalska   | Polen       | 2:33.43 |
|        |                       |             |         |
| 18     | Ruth van der Meijden  | Nederland   | 2:35.44 |

Turijn 1934 ·
Parijs 1938 ·
Oslo 1946 ·
Brussel 1950 ·
Bern 1954 ·
Stockholm 1958 ·
Belgrado 1962 ·
Boedapest 1966 ·
Athene 1969 ·
Helsinki 1971 ·
Rome 1974 ·
Praag 1978 ·
Athene 1982 ·
Stuttgart 1986 ·
Split 1990 ·
Helsinki 1994 ·
Boedapest 1998 ·
München 2002 ·
Göteborg 2006 ·
Barcelona 2010 ·
Zürich 2014 ·
Berlijn 2018 ·
München 2022 ·